# Fredson Bowers
Fredson Thayer Bowers (25. April 1905–11. April 1991) war ein amerikanischer Buchwissenschaftler.

## Leben
Bowers wurde in New Haven, Connecticut geboren. Er diente in der US-Navy als Offizier im Rang eines Oberstleutnants (Commander) und leitete eine Gruppe von Kryptoanalytikern. Seine zweite Frau, die Schriftstellerin Nancy Hale, starb 1988. Er hat aus erster Ehe drei Söhne und eine Tochter.

## Akademischer Lebenslauf
Bowers erwarb einen Abschluss an der Brown University, wurde an der Harvard University promoviert und lehrte in Princeton, bevor er 1938 einen Ruf an die University of Virginia annahm. Im Jahre 1958 erhielt er ein Guggenheim Fellowship und wurde 1969 mit der Gold-Medaille der britischen Bibliographical Society ausgezeichnet. Seit 1968 war er korrespondierendes Mitglied der British Academy, wurde 1972 in die American Academy of Arts and Sciences gewählt. 1975 erfolgte seine Emeritierung als Linden Kent Professor für englische Sprache und Literatur an der University of Virginia.

## Werke
Principles of Bibliographical Description, 1962